# ايمانويل لارسن
ايمانويل لارسن (بالدنماركية: Emanuel Larsen)‏ هو رسام دنماركي، ولد في 15 سبتمبر 1823 في كوبنهاغن في الدنمارك، وتوفي بنفس المكان في 24 سبتمبر 1859.

## معرض صور

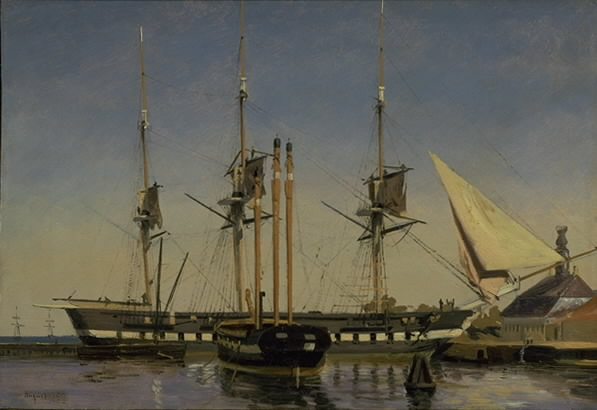
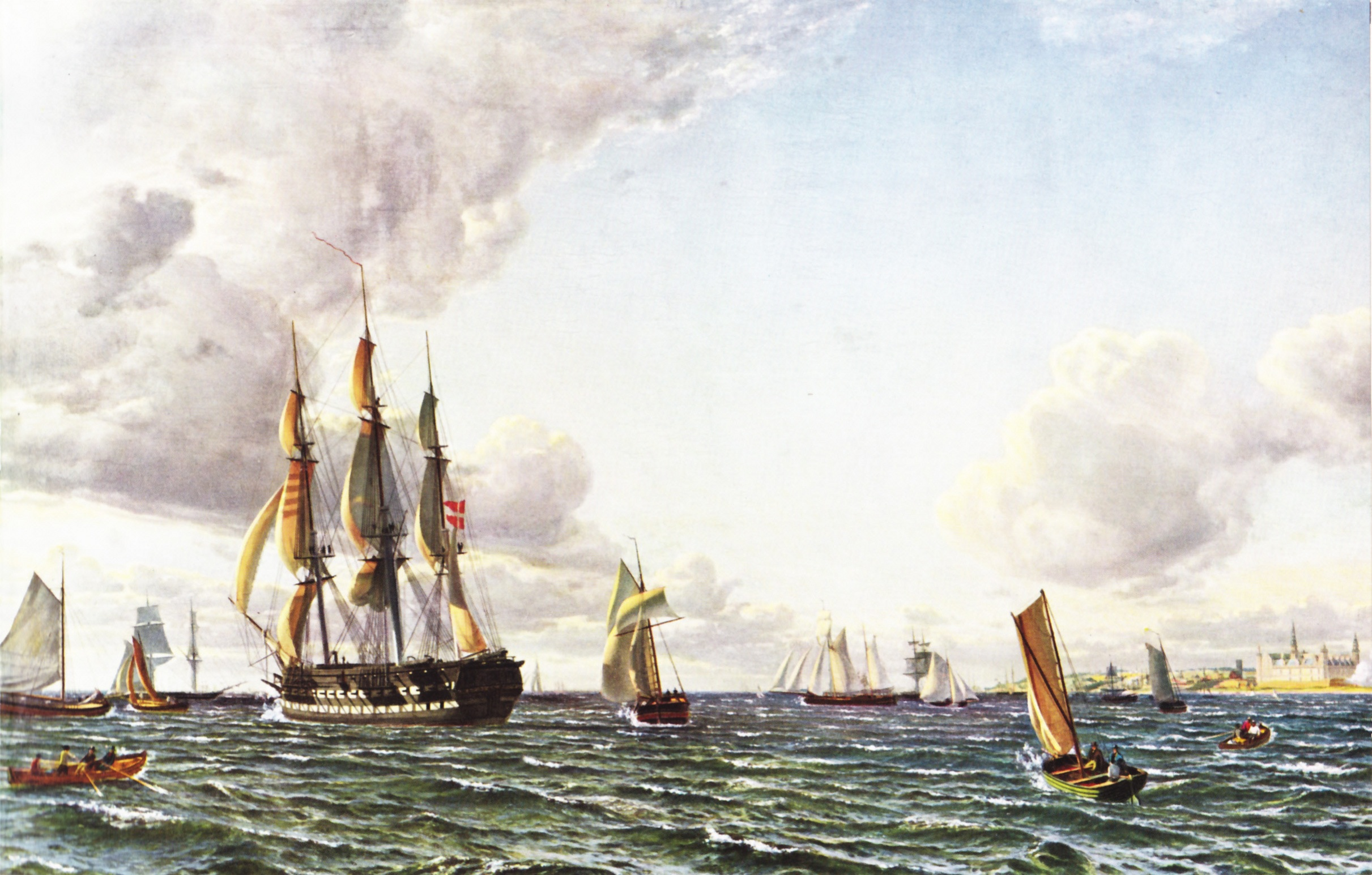
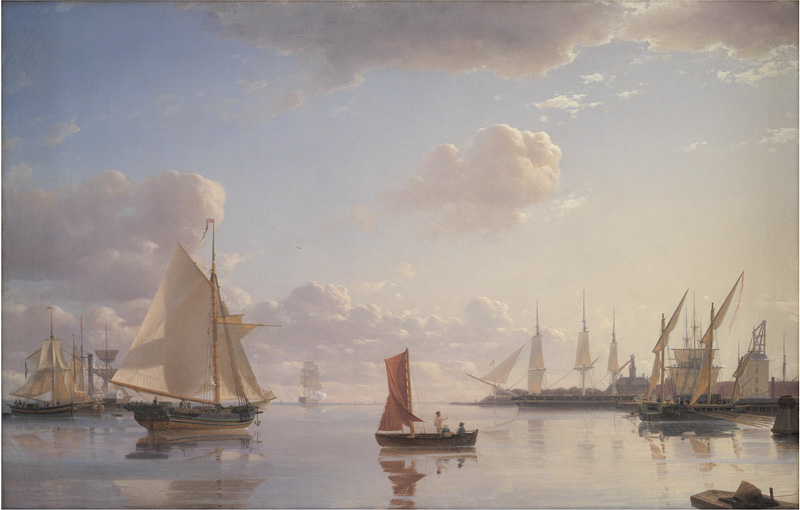
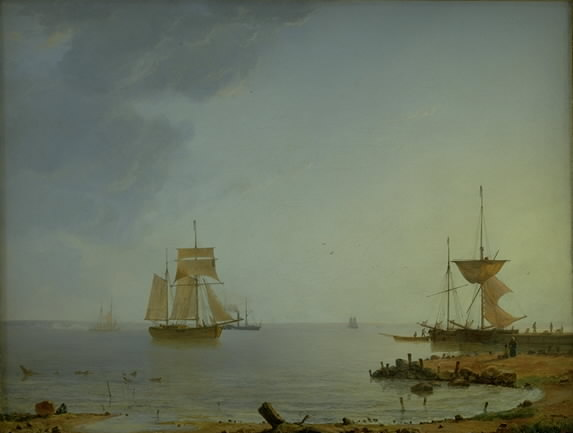